# Доходный дом И. Ф. Смирнова
Доходный дом И. Ф. Смирнова — историческое здание в Санкт-Петербурге. Расположено по двойному адресу 2-я линия Васильевского острова, дом 29 /  улица Репина, дом 30. Построено архитекторами В. А. Пруссаковым и Ф. Ф. Постельсом в начале XX века.
Является памятником архитектуры регионального значения.

## История и архитектура
История этого участка прослеживается с 1730-х годов, домовладение многократно переходило из рук в руки.
Нынешнее здание возводилось в несколько этапов. В 1901—1902 годах архитектор Василий Агатонович Пруссаков построил дворовый корпус и флигель по улице Репина, а в 1906—1907 году архитектор Фёдор Фёдорович Постельс возвёл корпус, выходящий на 2-ю линию. Ранее на этом месте стоял деревянный дом, а новый был построен для купца И. Ф. Смирнова в качестве доходного дома. В 1910—1917 годах зданием владел А. П. Киселев, автор учебника по математике и педагог. Сам Киселёв умер в 1940 году, а его близкие родственники жили здесь ещё в начале 1960-х.
Внешний облик фасадов выдержан в стиле северного модерна. К началу XXI века на фасаде сохранились детали скульптурного убранства: львиная маска, растительный орнамент, кованные решётки балконов. На нём также выделяются эркеры — один в центре, два — по сторонам. Боковые эркеры порезаны узкими щелевидными окнами, контрастирующими с более широкими и разнообразными по форме окнами прилегающей стены. Центральный эркер едва выступает из стены, усиливая пластическую выразительность фасада. Здание завершено плавно изогнутыми по дуге щипцами: большим центральным и миниатюрными боковыми. Почти сразу после завершения строительства здание привлекло внимание архитектурного сообщества: в 1908 году фотография дома была помещена в Ежегоднике Общества архитекторов-художников.
На парадной лестнице в вестибюле первоначально находился камин, сохранившийся в полуразрушенном виде. Окна, выходящие с парадной лестницы во двор, закрывали мозаичные витражи. Они были выполнены в свинцово-паечной технике начала XX века. Для них использовались различные стёкла: цветное и бесцветное, гладкое, фактурное, рифленое, опаловое. В правой парадной №1 на различных межэтажных площадках размещались витражи с рисунками орешника и зелёными листьями; с жёлто-белыми лилиями и зелёными листьями; с розовыми розами; с лиловыми цветами душистого горошка. В левой парадной №2 были витражи с изображением жёлто-белых лилий с зелёными листьями; а также отдельно розами и лилиями.
В советское время часть помещений здания занимались различные учреждения. Так, например, в 1970-х годах здесь находился филиал специального конструкторского бюро НПО «Нефтехимавтоматика».
В 2021 году распоряжением КГИОП дом включен в единый государственный реестр в качестве объекта культурного наследия регионального значения. В 2022 году выдан ордер на работы по реставрации фасадов, которая должна завершиться в 2024 году.